# Gora Greben’
Gora Greben’ (englische Transkription von russisch Гора Гребень Gora Greben, deutsch ‚Kammberg‘) ist ein Nunatak im ostantarktischen Mac-Robertson-Land. Er ragt westnordwestlich des Mount Bayliss in den Prince Charles Mountains auf.
Russische Wissenschaftler benannten ihn.